# ガラパゴスオットセイ
ガラパゴスオットセイ（Arctocephalus galapagoensis）は、哺乳綱ネコ目（食肉目）アシカ科ミナミオットセイ属に分類される食肉類。

## 分布
エクアドル（ガラパゴス諸島）固有種
種小名galapagoensisは「ガラパゴス産の」の意。

## 形態
全長オス154-160センチメートル。メス110-130センチメートル。体重オス60-68キログラム、メス21-33キログラムとミナミオットセイ属およびアシカ科最小種。吻端は短く、額は突出しない。咬頭は1つ。背面や体側面はの毛衣は暗褐色で、白い体毛が混じる。眼の周囲や耳介、腹面の毛衣は淡色。
頬歯は小型。

## 生態
海岸に生息し、洞窟がある岩礁海岸を好む。回遊は行わない。水中で仰向けになり、後肢だけ水面から出して浮かぶことが多い。
食性は動物食で、魚類、イカなどを食べる。主に夜間に水深30メートルまで潜水し、獲物を捕食する。
繁殖形態は胎生。岩場で、8-11月に1回に幼獣を産む。授乳期間は2-3年に達する事もあるが、授乳期間中に幼獣を産む事はない。

## 人間との関係
19世紀以降は毛皮、20世紀以降は研究、展示目的の乱獲などにより生息数は激減した。本種の存在は1535年には既に知られていた。記載された1904年までに多くの群れは壊滅した。